# Bonaventura Bucher
Bonaventura II. Bucher (* 10. Januar 1719 in Bremgarten als Franz Karl Antonin Josef Bucher; † 3. Juni 1776 in Muri) war ein Schweizer Benediktinermönch. Von 1757 bis zu seinem Tod war er Fürstabt des Klosters Muri in den Freien Ämtern (im heutigen Kanton Aargau).

## Biografie
Er war Sohn des Johann Franz Bucher, Schultheiss von Bremgarten und Vogt im Kelleramt, und der Maria Elisabeth Honegger. 1739 legte Bucher seine Profess im Kloster Muri ab und empfing 1744 die Priesterweihe. In der Klosterschule wirkte er als Professor für Rhetorik, Philosophie und Theologie. 1750 übernahm er das Amt des Subpriors und des Novizenmeisters. Ab 1754 war er als Kanzleidirektor, Archivar und Küchenmeister tätig. Am 5. September 1757 wurde Bucher zum vierten Fürstabt von Muri gewählt. Von 1761 bis 1775 war er zusätzlich Sekretär und 2. Visitator der Schweizerischen Benediktinerkongregation.
Buchers Amtszeit zeichnet sich dadurch aus, dass er mit Nachdruck auf die Einhaltung der Ordensregeln und der Satzungen der Kongregation achtete. Er änderte die bisherige Ordnung sogar durch einige strengere Vorschriften, was zu Spannungen im Konvent führte. Gegen aussen widersetzte sich Bucher erfolgreich gegen die Besteuerung des Klosters durch den Bischof von Konstanz und durch Luzern, die mit den Einnahmen ein Priesterseminar bzw. ein staatskirchliches Seminar finanzieren wollten. Bucher liess das Schloss Horben auf dem nahen Lindenberg neu ausstatten. Unter seiner Leitung beschloss das Kapitel 1773, in den Aussenbezirken der Pfarrei Muri Volksschulen zu errichten.